# Leichtathletik-Halleneuropameisterschaften 2019/Teilnehmer (Spanien)
| Gelbes Symbol für Goldmedaillen mit stilisierten Olympischen Ringen | Graues Symbol für Silbermedaillen mit stilisierten Olympischen Ringen | Braundes Symbol für Bronzemedaillen mit stilisierten Olympischen Ringen |
| ------------------------------------------------------------------- | --------------------------------------------------------------------- | ----------------------------------------------------------------------- |
| 3                                                                   | 2                                                                     | 1                                                                       |

Aus Spanien waren 19 Athletinnen und 24 Athleten bei den Leichtathletik-Halleneuropameisterschaften 2019 in Glasgow aufgestellt, die sechs Medaillen (3 × Gold, 2 × Silber und 1 × Bronze) errangen sowie drei Landesrekorde als auch eine europäische und eine Weltjahresbestleistung aufstellten.
Der Spanische Leichtathletikverband (RFEA) veröffentlichte am 20. Februar eine Liste mit 43 Sportlerinnen und Sportlern, die in die engere Wahl zur Teilnahme an der Hallen-EM gezogen wurden. Nicht darunter war der Europameister über 3000 m, Adel Mechaal, der, obwohl er die europäische Rangliste über diese Distanz anführte, seinen Titel nicht verteidigen wollte, da er beschlossen hatte, sich auf die Freiluftsaison zu konzentrieren. Sprinter Yunier Pérez musste sich einer Operation unterziehen, und bei 3000-Meter-Läufer Antonio Abadía stand noch nicht fest, wie er sich von einer Verletzung erholt.

## Ergebnisse

### Frauen

#### Laufdisziplinen
| Athletin                | Disziplin   | Vorlauf        | Vorlauf | Halbfinale         | Halbfinale         | Finale             | Finale             |
| Athletin                | Disziplin   | Zeit           | Platz   | Zeit               | Platz              | Zeit               | Platz              |
| ----------------------- | ----------- | -------------- | ------- | ------------------ | ------------------ | ------------------ | ------------------ |
| Jaël Bestué             | 60 m        | 7,41 s         | 26      | nicht qualifiziert | nicht qualifiziert | nicht qualifiziert | nicht qualifiziert |
| Estela García           | 60 m        | 7,40 s         | 24      | 7,46 s             | 24                 | nicht qualifiziert | nicht qualifiziert |
| Paula Sevilla           | 60 m        | 7,44 s         | 32      | nicht qualifiziert | nicht qualifiziert | nicht qualifiziert | nicht qualifiziert |
| Aauri Lorena Bokesa     | 400 m       | 53,45 s        | 23      | nicht qualifiziert | nicht qualifiziert | nicht qualifiziert | nicht qualifiziert |
| Laura Bueno             | 400 m       | 52,67 s PB     | 6       | 53,05 s            | 8                  | nicht qualifiziert | nicht qualifiziert |
| Salma Paralluelo        | 400 m       | 55,30 s        | 37      | nicht qualifiziert | nicht qualifiziert | nicht qualifiziert | nicht qualifiziert |
| Esther Guerrero         | 800 m       | 2:02,95 min    | 3       | 2:02,43 min        | 1                  | 2:04,07 min        | 6                  |
| Zoya Naumov             | 800 m       | 2:03,16 min    | 5       | 2:04,50 min        | 11                 | nicht qualifiziert | nicht qualifiziert |
| Solange Andreia Pereira | 1500 m      | 4:24,57 min    | 21      | –––                | –––                | nicht qualifiziert | nicht qualifiziert |
| Marta Pérez             | 1500 m      | 4:08,05 min PB | 1       | –––                | –––                | 4:13,56 min        | 8                  |
| Celia Antón             | 3000 m      | –––            | –––     | –––                | –––                | 9:00,57 min PB     | 8                  |
| Cristina Espejo         | 3000 m      | –––            | –––     | –––                | –––                | 9:06,26 min        | 11                 |
| Caridad Jerez           | 60 m Hürden | 8,38 s         | 25      | nicht qualifiziert | nicht qualifiziert | nicht qualifiziert | nicht qualifiziert |

#### Sprung/Wurf
| Athletin          | Disziplin      | Qualifikation | Qualifikation | Finale             | Finale             |
| Athletin          | Disziplin      | Höhe/Weite    | Platz         | Höhe/Weite         | Platz              |
| ----------------- | -------------- | ------------- | ------------- | ------------------ | ------------------ |
| Maialen Axpe      | Stabhochsprung | 4,25 m        | 17            | nicht qualifiziert | nicht qualifiziert |
| Fátima Diame      | Weitsprung     | 6,46 m        | 9             | nicht qualifiziert | nicht qualifiziert |
| Ana Peleteiro     | Dreisprung     | 14,15 m       | 4             | 14,73 m EL         | Gold               |
| Patricia Sarrapio | Dreisprung     | 13,67 m       | 12            | nicht qualifiziert | nicht qualifiziert |
| Úrsula Ruiz       | Kugelstoßen    | 16,41 m       | 17            | nicht qualifiziert | nicht qualifiziert |

#### Fünfkampf
| Athletin      | Disziplin | 60 m Hürden | Hochsprung | Kugelstoßen | Weitsprung | 800 m       | Punkte | Platz |
| ------------- | --------- | ----------- | ---------- | ----------- | ---------- | ----------- | ------ | ----- |
| María Vicente | Ergebnis  | 8,36 s      | 1,75 m     | 12,82 m PB  | 6,33 m     | 2:27,00 min | 4363   | 9     |
| María Vicente | Punkte    | 1048        | 916        | 715         | 953        | 731         | 4363   | 9     |

### Männer

#### Laufdisziplinen
| Athlet                                                                                 | Disziplin         | Vorlauf               | Vorlauf | Halbfinale         | Halbfinale         | Finale             | Finale             |
| Athlet                                                                                 | Disziplin         | Zeit                  | Platz   | Zeit               | Platz              | Zeit               | Platz              |
| -------------------------------------------------------------------------------------- | ----------------- | --------------------- | ------- | ------------------ | ------------------ | ------------------ | ------------------ |
| Daniel Ambrós                                                                          | 60 m              | 6,99 s                | 41      | nicht qualifiziert | nicht qualifiziert | nicht qualifiziert | nicht qualifiziert |
| Aitor Same Ekobo                                                                       | 60 m              | 6,81 s                | 27      | nicht qualifiziert | nicht qualifiziert | nicht qualifiziert | nicht qualifiziert |
| Sergio López                                                                           | 60 m              | 6,76 s                | 18      | 6,71 s             | 11                 | nicht qualifiziert | nicht qualifiziert |
| Lucas Búa                                                                              | 400 m             | 47,00 s               | 3       | 46,92 s            | 6                  | nicht qualifiziert | nicht qualifiziert |
| Manuel Guijarro                                                                        | 400 m             | 47,33 s               | 8       | 47,34 s            | 8                  | nicht qualifiziert | nicht qualifiziert |
| Óscar Husillos                                                                         | 400 m             | 47,34 s               | 9       | 46,31 s SB         | 2                  | 45,66 s            | Silber             |
| Álvaro de Arriba                                                                       | 800 m             | 1:48,15 min           | 4       | 1:50,12 min        | 5                  | 1:46,83 min        | Gold               |
| Mariano García                                                                         | 800 m             | 1:48,09 min           | 3       | 1:48,84 min        | 1                  | 1:47,58 min PB     | 4                  |
| Pablo Sánchez-Valladares                                                               | 800 m             | 1:48,90 min           | 12      | nicht qualifiziert | nicht qualifiziert | nicht qualifiziert | nicht qualifiziert |
| Adrián Ben                                                                             | 1500 m            | 3:48,24 min           | 14      | –––                | –––                | nicht qualifiziert | nicht qualifiziert |
| Jesús Gómez                                                                            | 1500 m            | 3:47,53 min           | 11      | –––                | –––                | 3:44,39 min        | Bronze             |
| Saúl Ordóñez                                                                           | 1500 m            | DNF                   | –       | –––                | –––                | nicht qualifiziert | nicht qualifiziert |
| Artur Bossy                                                                            | 3000 m            | 7:58,46 min           | 17      | –––                | –––                | nicht qualifiziert | nicht qualifiziert |
| Sergio Jiménez                                                                         | 3000 m            | 8:03,58 min           | 21      | –––                | –––                | nicht qualifiziert | nicht qualifiziert |
| David Palacio                                                                          | 3000 m            | 8:07,61 min           | 24      | –––                | –––                | nicht qualifiziert | nicht qualifiziert |
| Yidiel Contreras                                                                       | 60 m Hürden       | DQ (Fehlstart R162.8) | –       | nicht qualifiziert | nicht qualifiziert | nicht qualifiziert | nicht qualifiziert |
| Enrique Llopis                                                                         | 60 m Hürden       | 7,85 s                | 15      | 7,87 s             | 14                 | nicht qualifiziert | nicht qualifiziert |
| Orlando Ortega                                                                         | 60 m Hürden       | 7,61 s                | 1       | 7,57 s             | 1                  | 7,64 s             | 4                  |
| Óscar Husillos, Manuel Guijarro, Lucas Búa, Aleix Porras nicht eingesetzt: Bernat Erta | 4 × 400 m Staffel | –––                   | –––     | –––                | –––                | 3:06,32 min        | Silber             |

#### Sprung/Wurf
| Athletin        | Disziplin   | Qualifikation | Qualifikation | Finale             | Finale             |
| Athletin        | Disziplin   | Weite         | Platz         | Weite              | Platz              |
| --------------- | ----------- | ------------- | ------------- | ------------------ | ------------------ |
| Eusebio Cáceres | Weitsprung  | 7,76 m        | 6             | 7,98 m             | 4                  |
| Pablo Torrijos  | Dreisprung  | 16,18 m       | 15            | nicht qualifiziert | nicht qualifiziert |
| Carlos Tobalina | Kugelstoßen | 19,06 m       | 18            | nicht qualifiziert | nicht qualifiziert |

#### Siebenkampf
| Athlet      | Disziplin | 60 m      | Weitsprung | Kugelstoßen | Hochsprung | 60 m Hürden | Stabhochsprung | 1000 m      | Punkte  | Platz |
| ----------- | --------- | --------- | ---------- | ----------- | ---------- | ----------- | -------------- | ----------- | ------- | ----- |
| Jorge Ureña | Ergebnis  | 6,96 s SB | 7,39 m     | 14,68 m PB  | 2,07 m SB  | 7,78 s PB   | 5,00 mSB       | 2:44,27 min | 6218 WL | Gold  |
| Jorge Ureña | Punkte    | 897       | 908        | 770         | 868        | 1038        | 910            | 827         | 6218 WL | Gold  |